# Mitra wielkoksiążęca

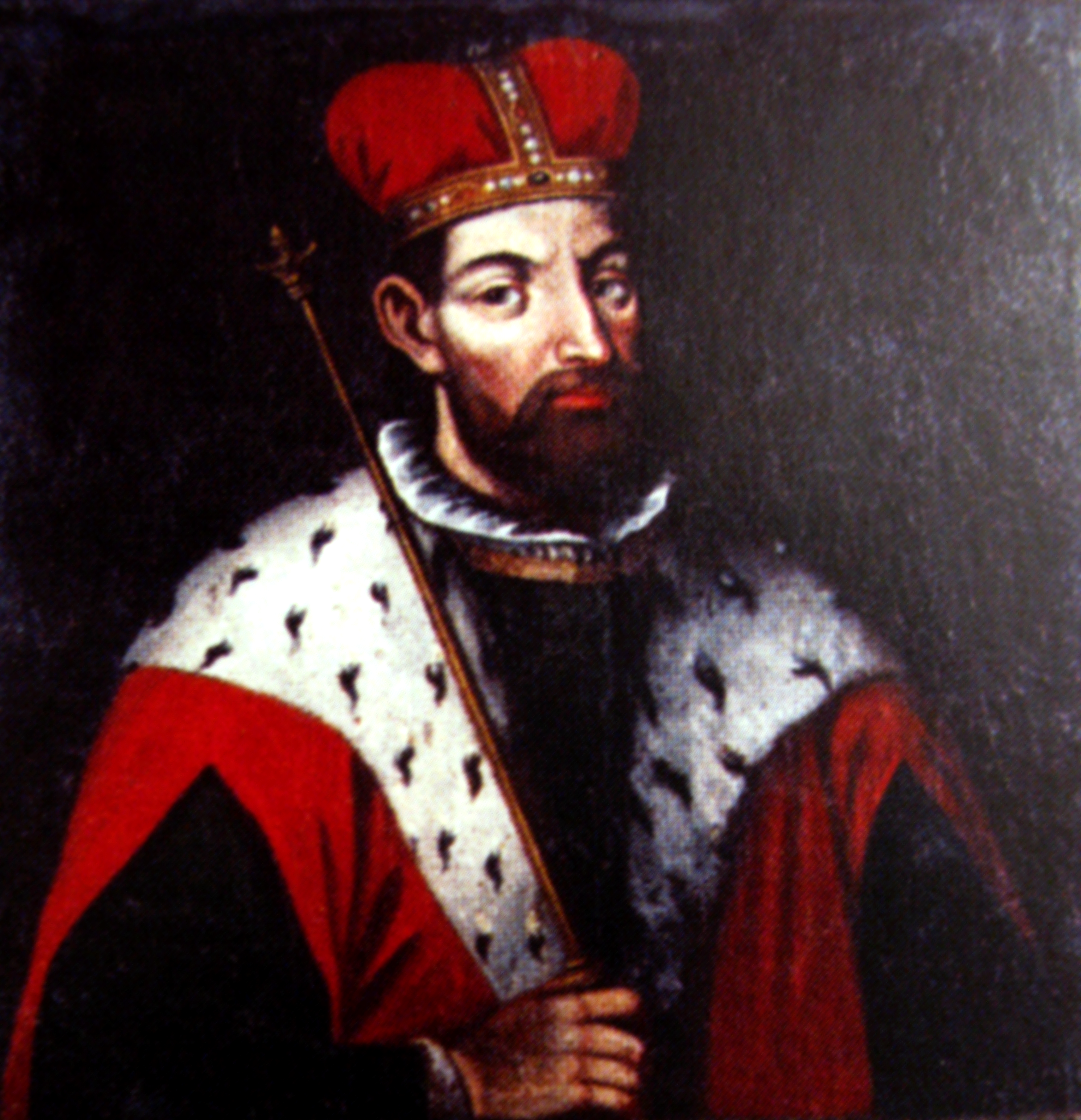
Giedymin w mitrze wielkoksiążęcej (1709)

Mitra wielkoksiążęca (lit. Gedimino kepurė – w dosłownym tłumaczeniu czapka Giedymina) – bogato zdobione czterodzielne nakrycie głowy, insygnium władzy wielkich książąt litewskich używane przez nich de facto do czasu unii lubelskiej.

## Historia
Mitra wielkoksiążęca stanowiła najważniejsze insygnium władzy wielkich książąt litewskich; swoją symboliką prawdopodobnie nawiązywała do Giedymina. W okresie po unii z Polską (1385) i chrystianizacji kraju wyniesienia na tron wielkich książąt litewskich odbywały się w katedrze wileńskiej; polegały one na wręczeniu władcy miecza przez marszałka wielkiego litewskiego oraz włożeniu na jego głowę mitry wielkoksiążęcej przez biskupa wileńskiego. 
Wraz z wejściem w życie postanowień unii lubelskiej (1569) zniesiono oddzielne koronacje na wielkiego księcia litewskiego odbywające się w Wilnie, w ich miejsce wprowadzono jedną koronację w Krakowie – zarówno na króla Polski, jak i na wielkiego księcia litewskiego. Odtąd mitra wielkoksiążęca straciła na swym znaczeniu.

## Galeria

### Osoby przedstawiane w mitrze wielkoksiążęcej

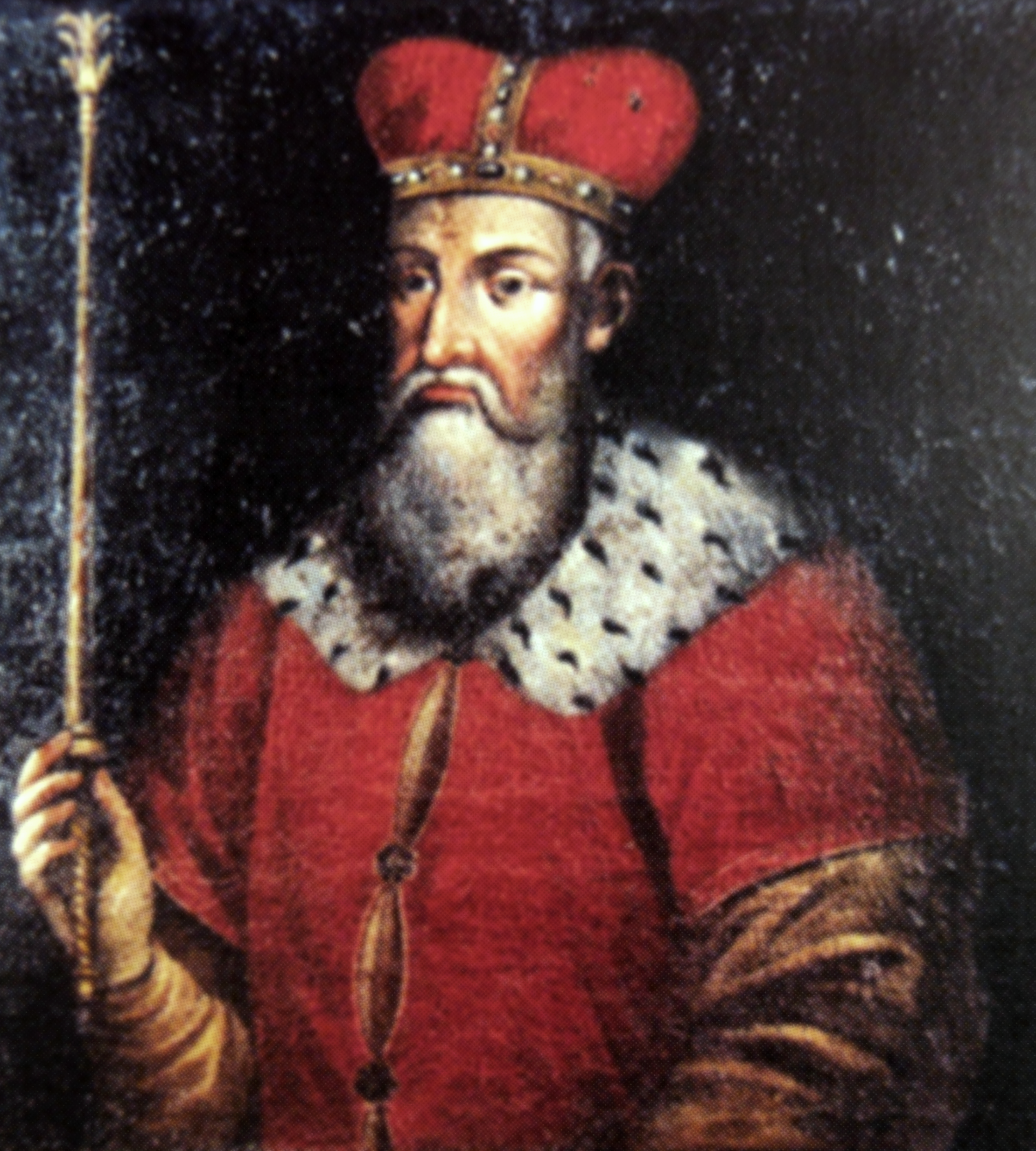
Witenes
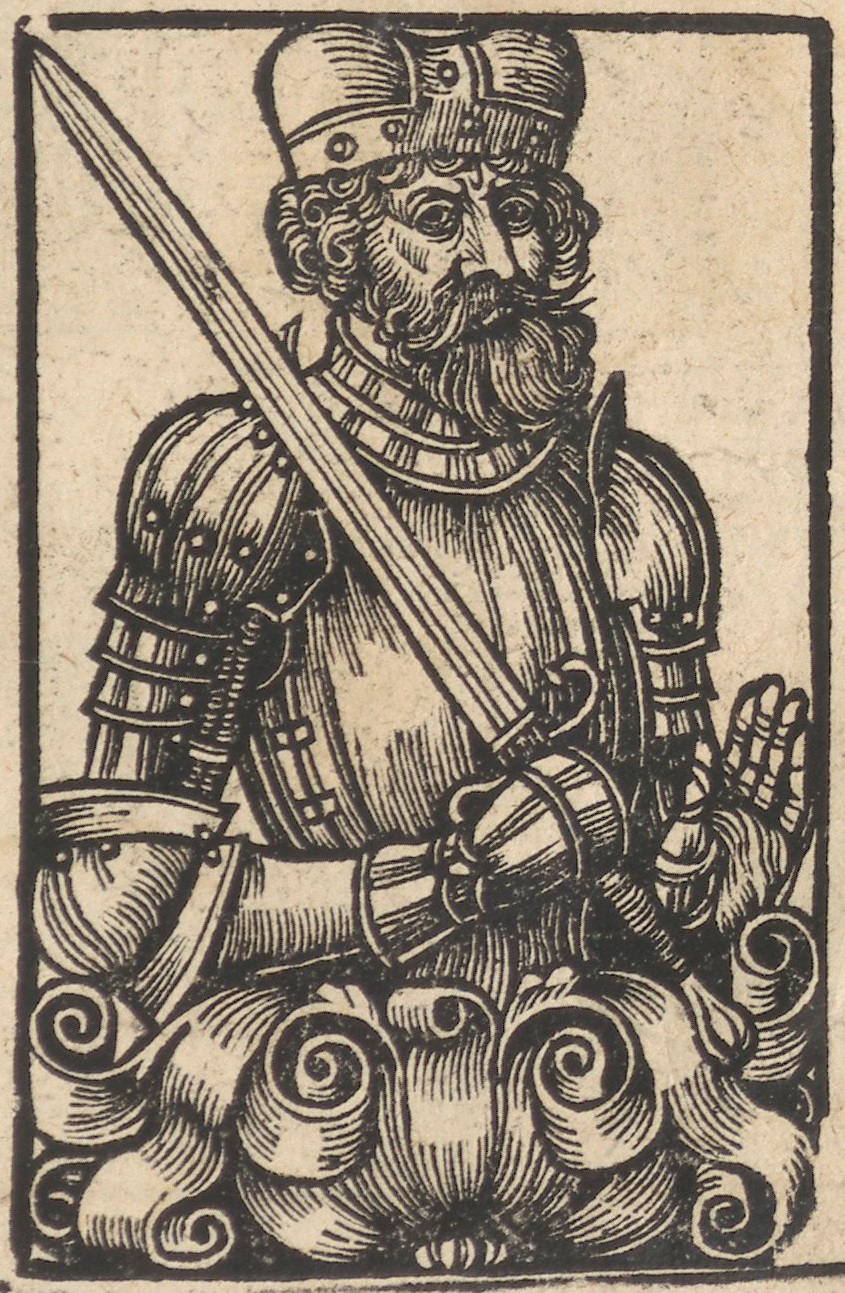
Olgierd Giedyminowicz
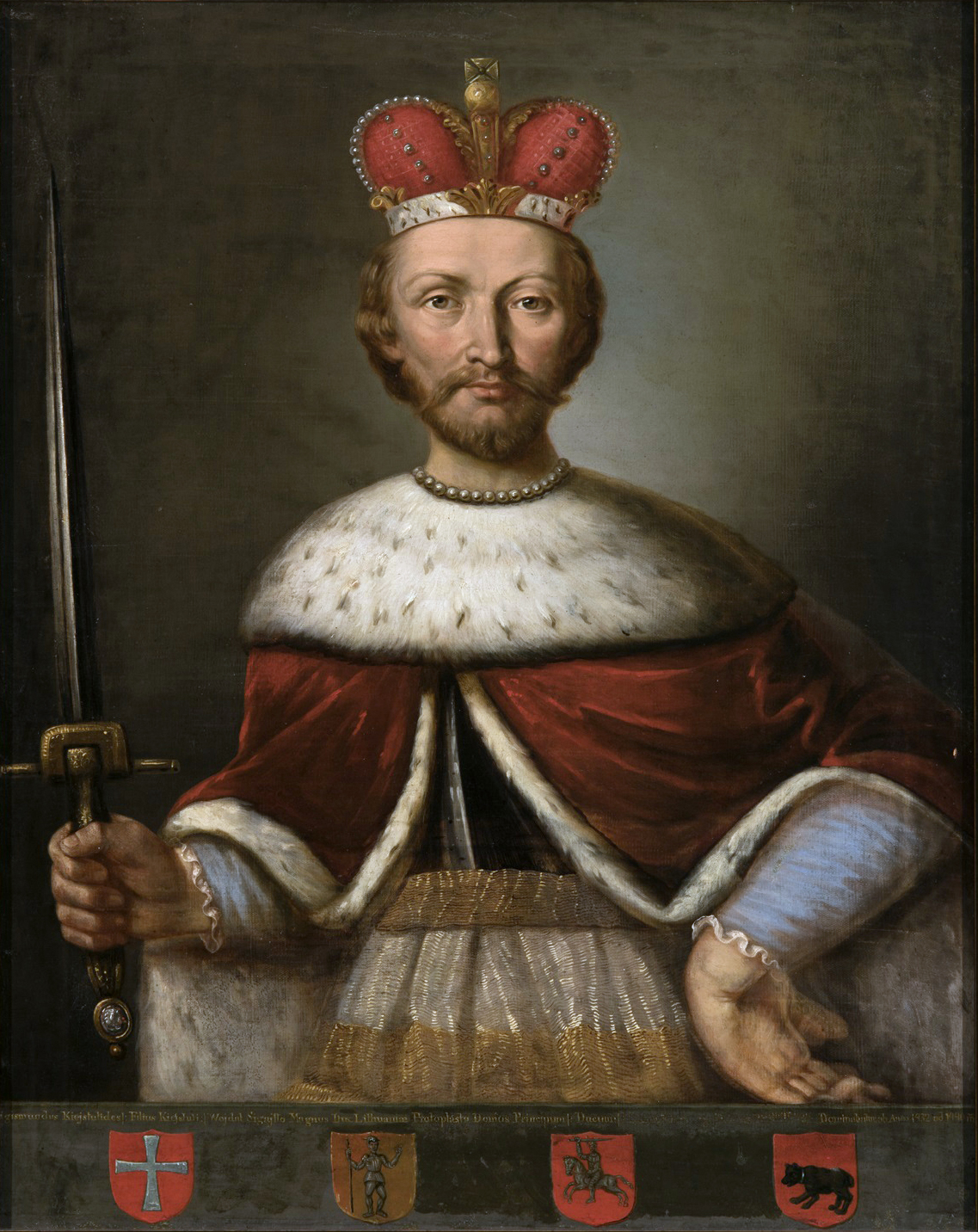
Zygmunt Kiejstutowicz
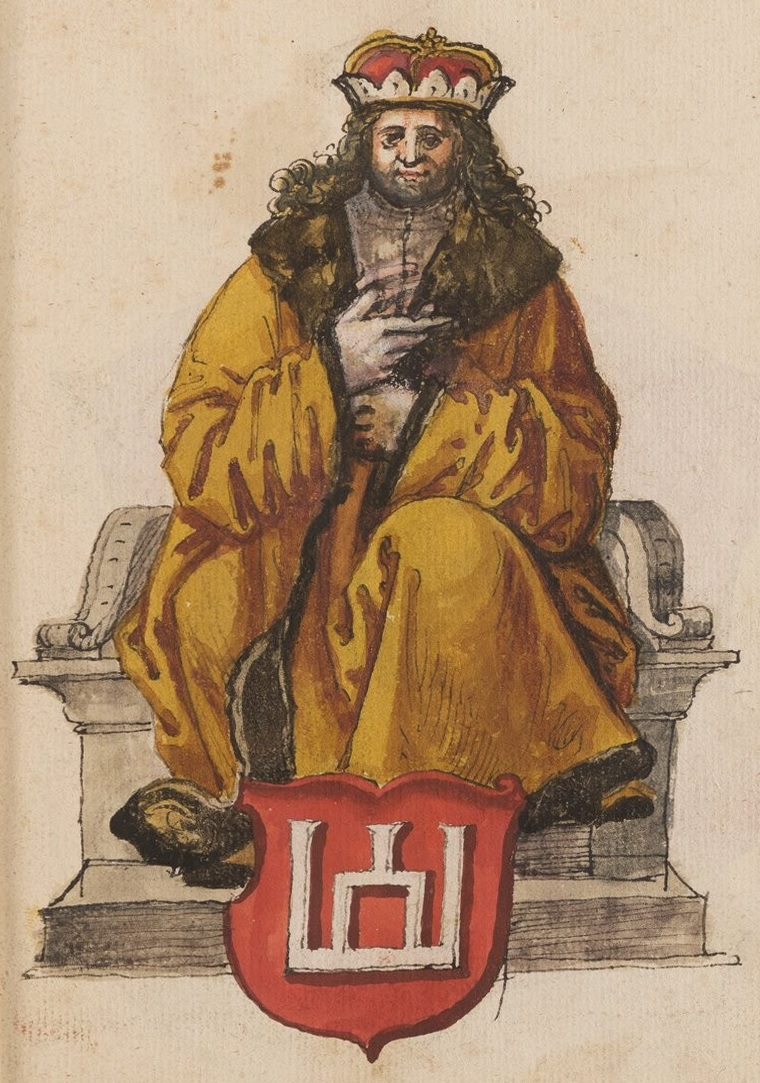
Witold
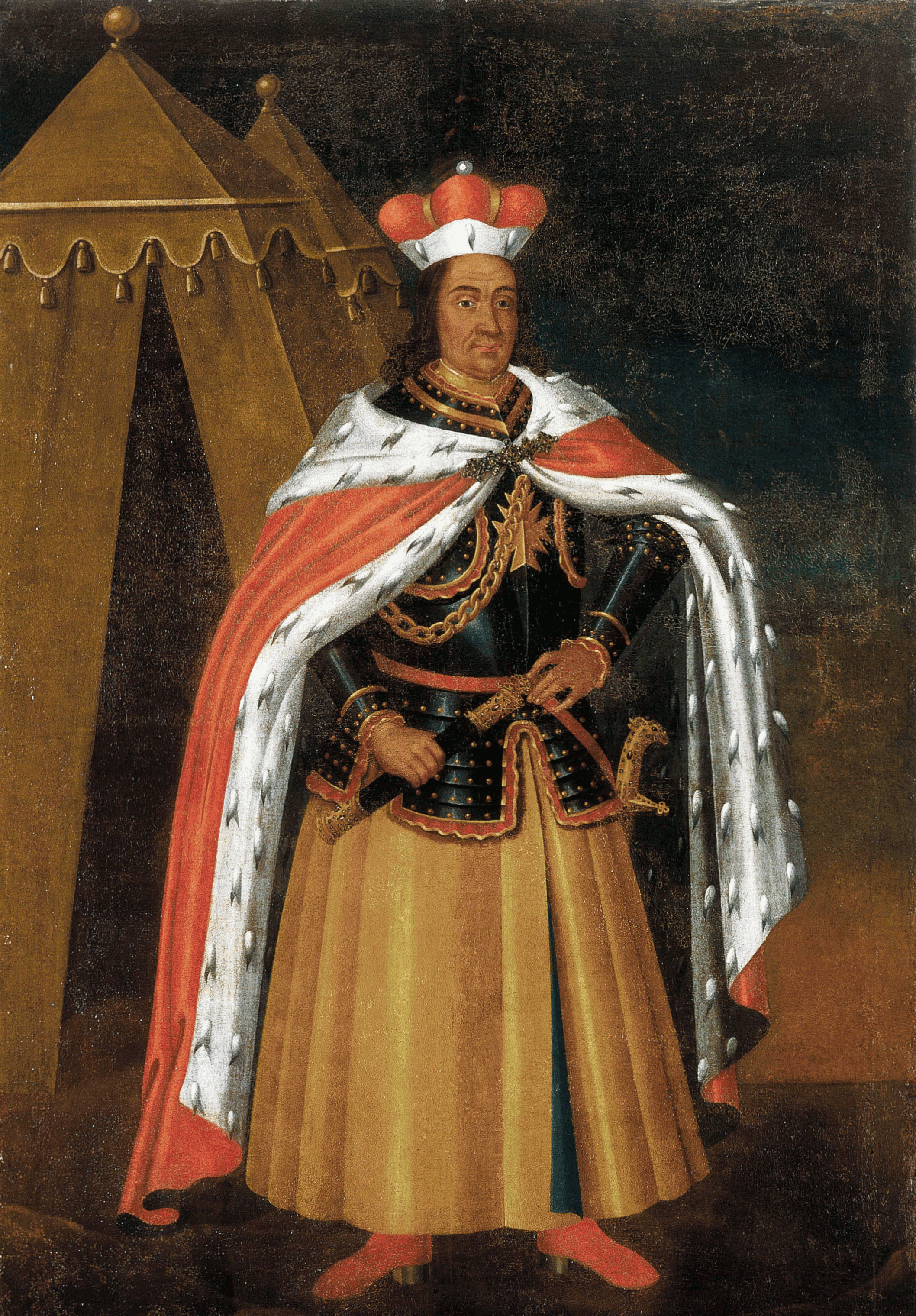
Witold
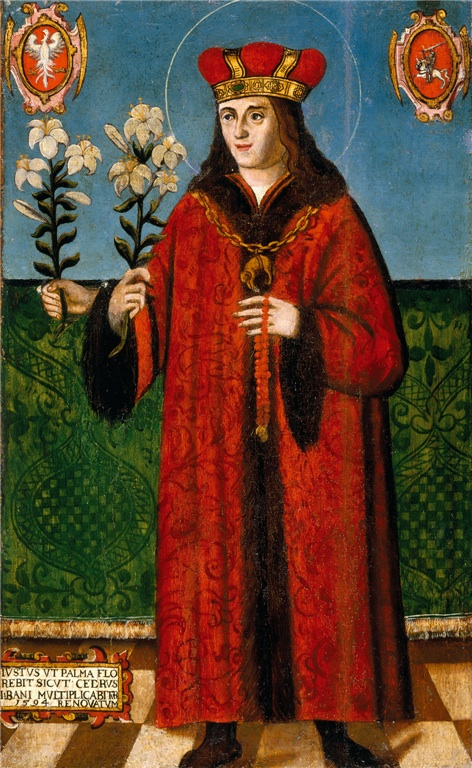
Święty Kazimierz

### Pozostałe

Herb Augustowa
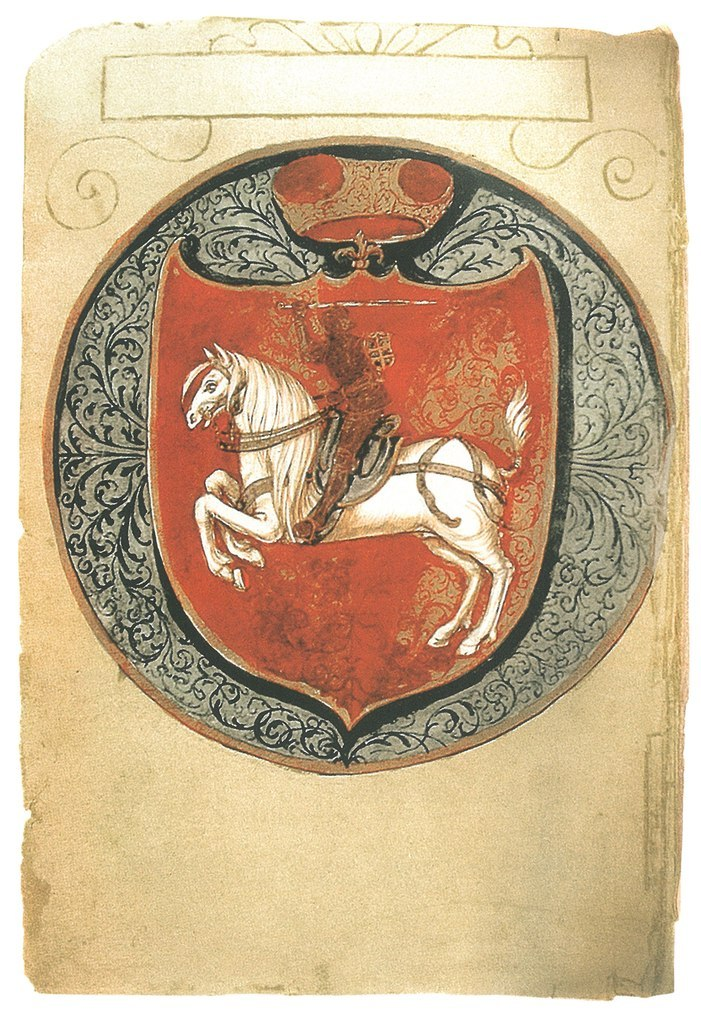
Pogoń zwieńczona mitrą
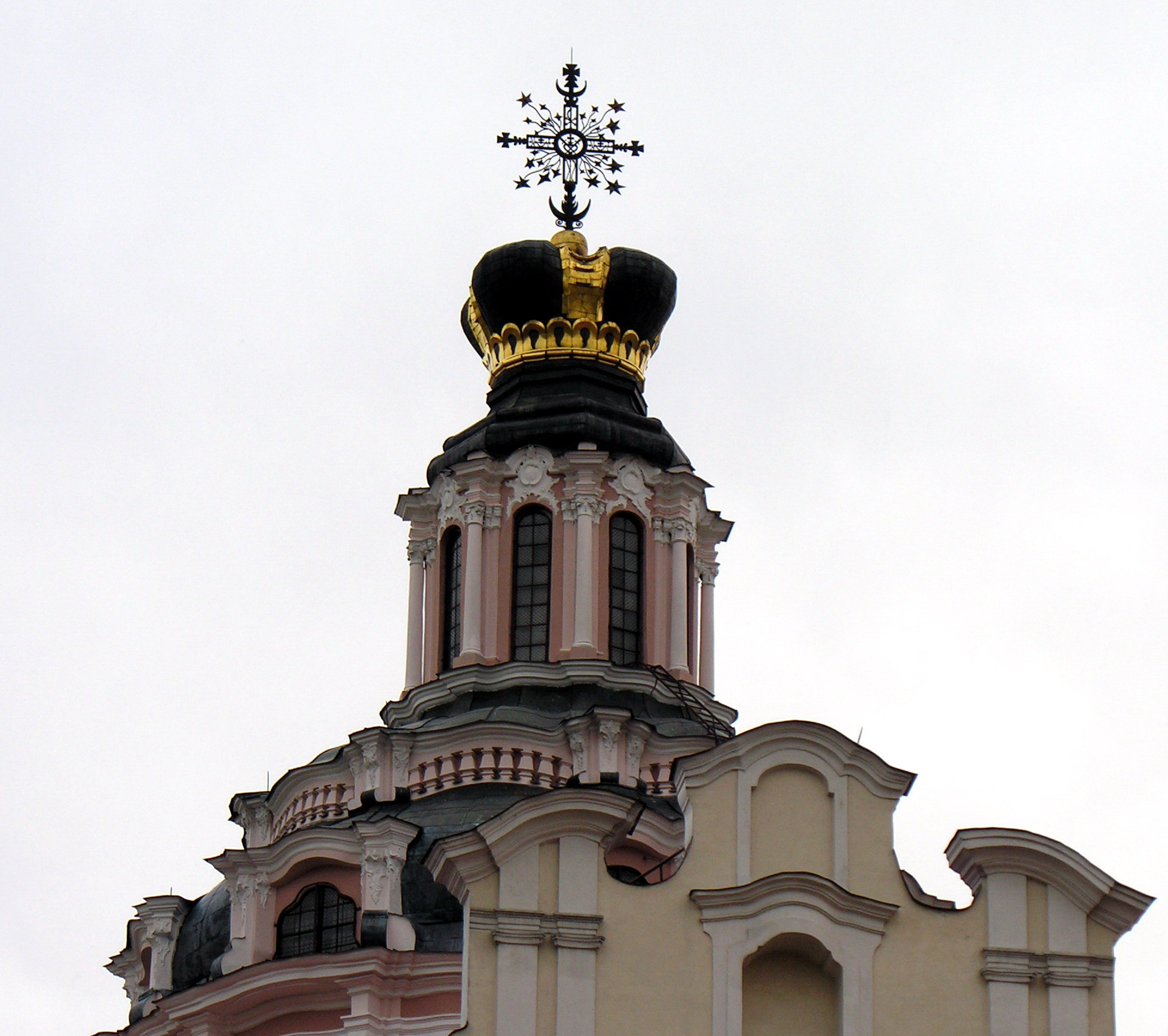
Zwieńczenie kopuły wileńskiego kościoła św. Kazimierza
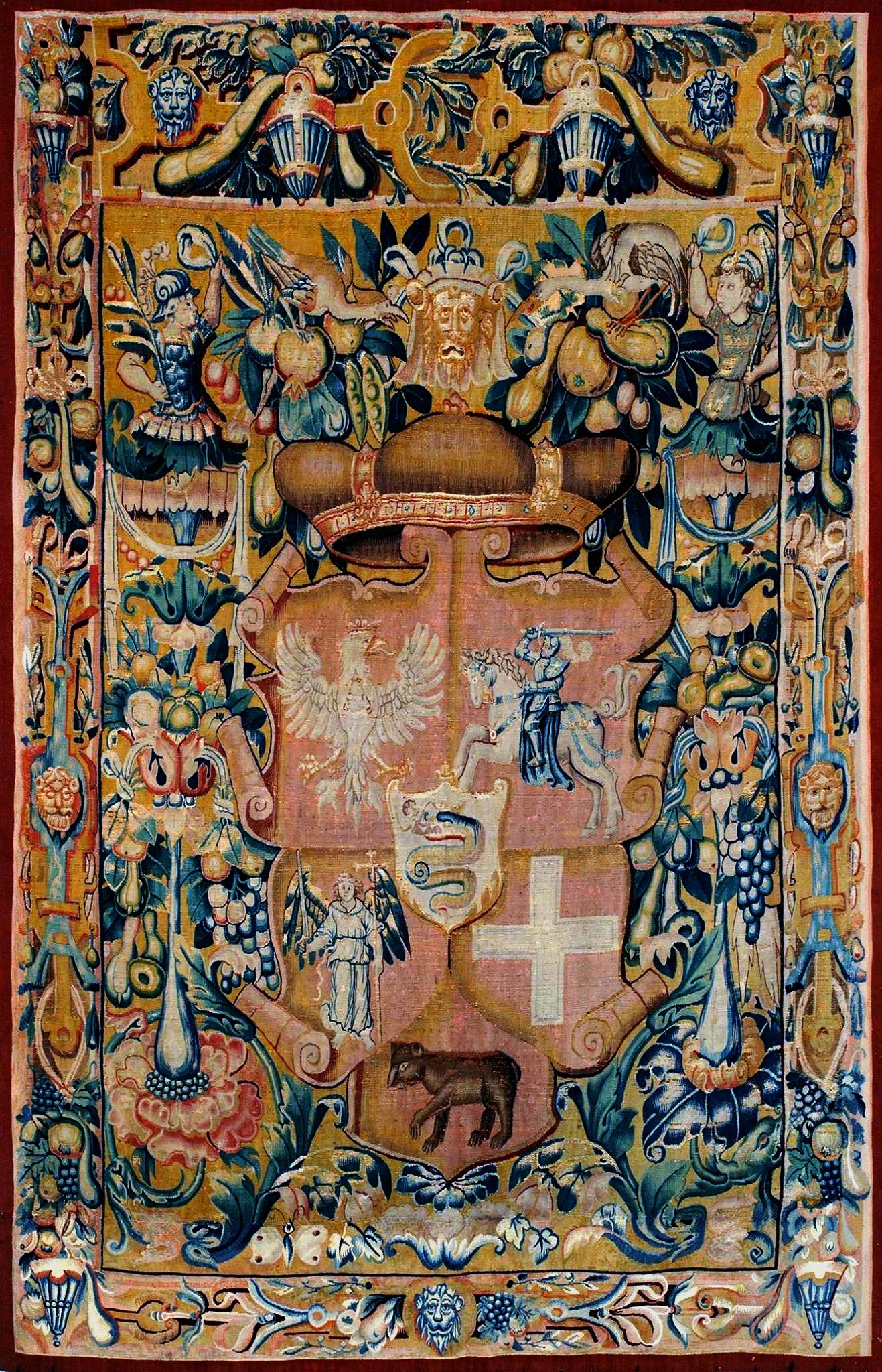
Gobelin zwieńczony mitrą wielkoksiążęcą
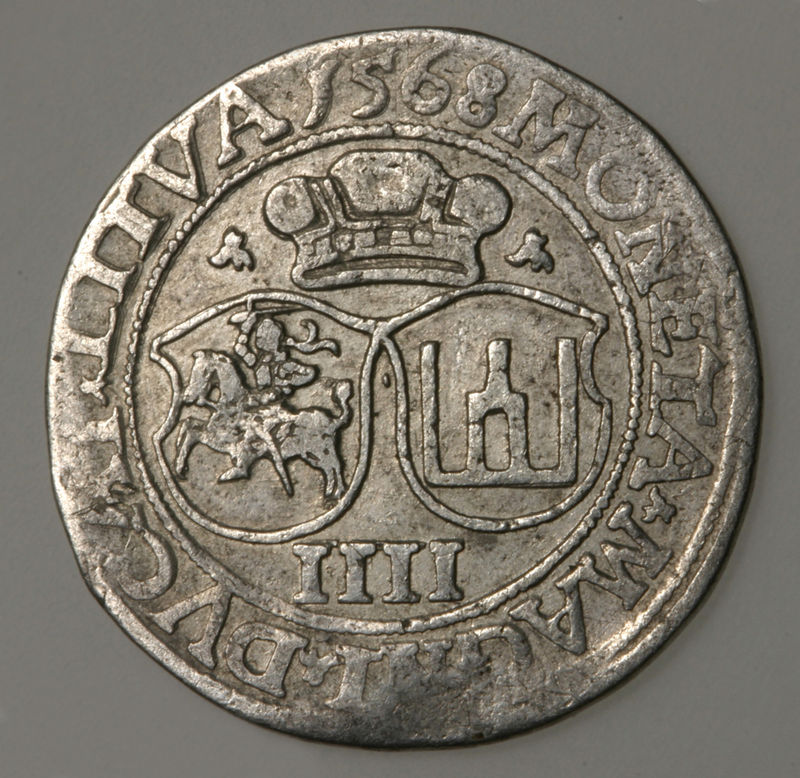
Litewska moneta z czasów Zygmunta Augusta: mitra nad Pogonią i Słupami Giedymina
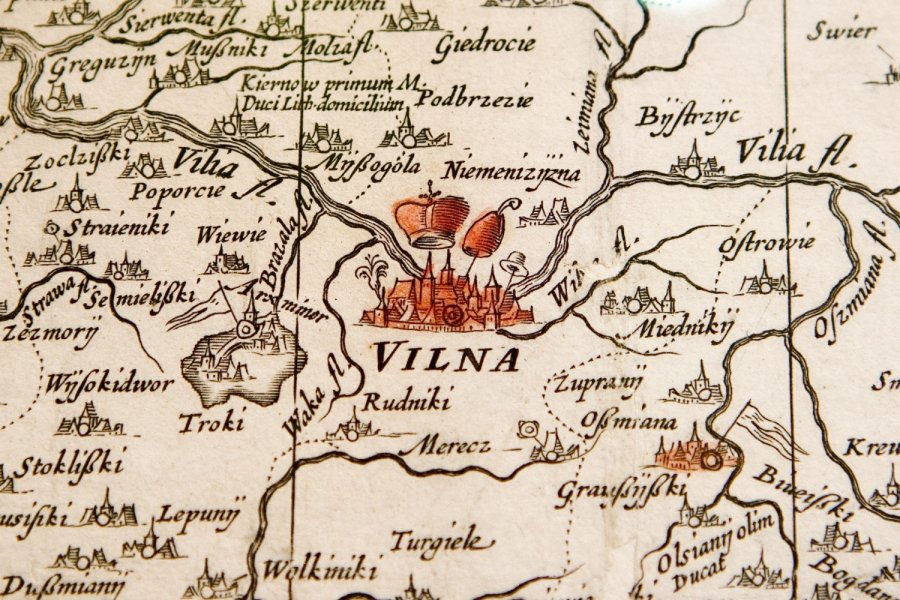
Fragment mapy radziwiłłowskiej - mitra nad Wilnem
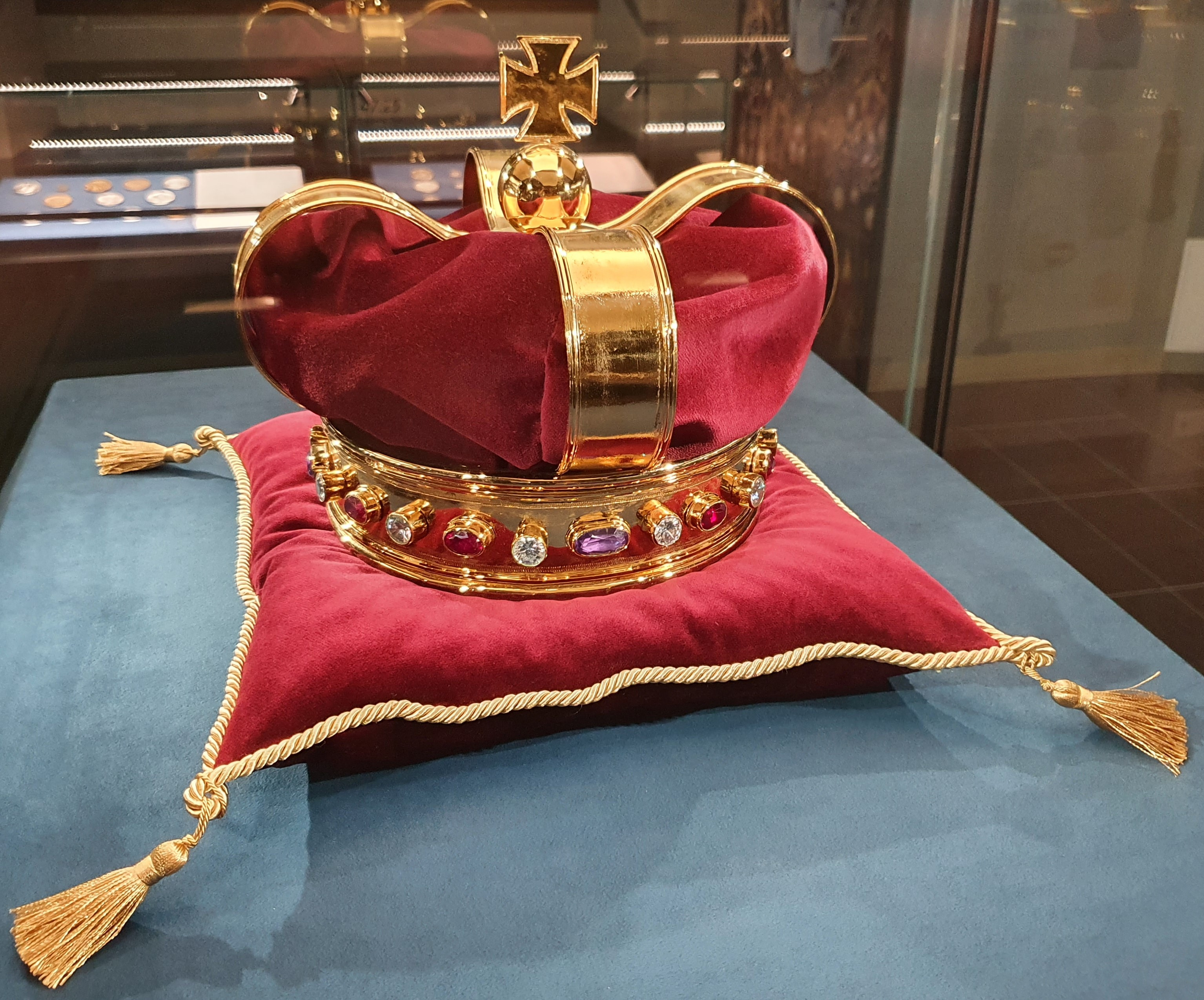
Zrekonstruowana mitra w Pałacu Wielkich Książąt Litewskich w Wilnie
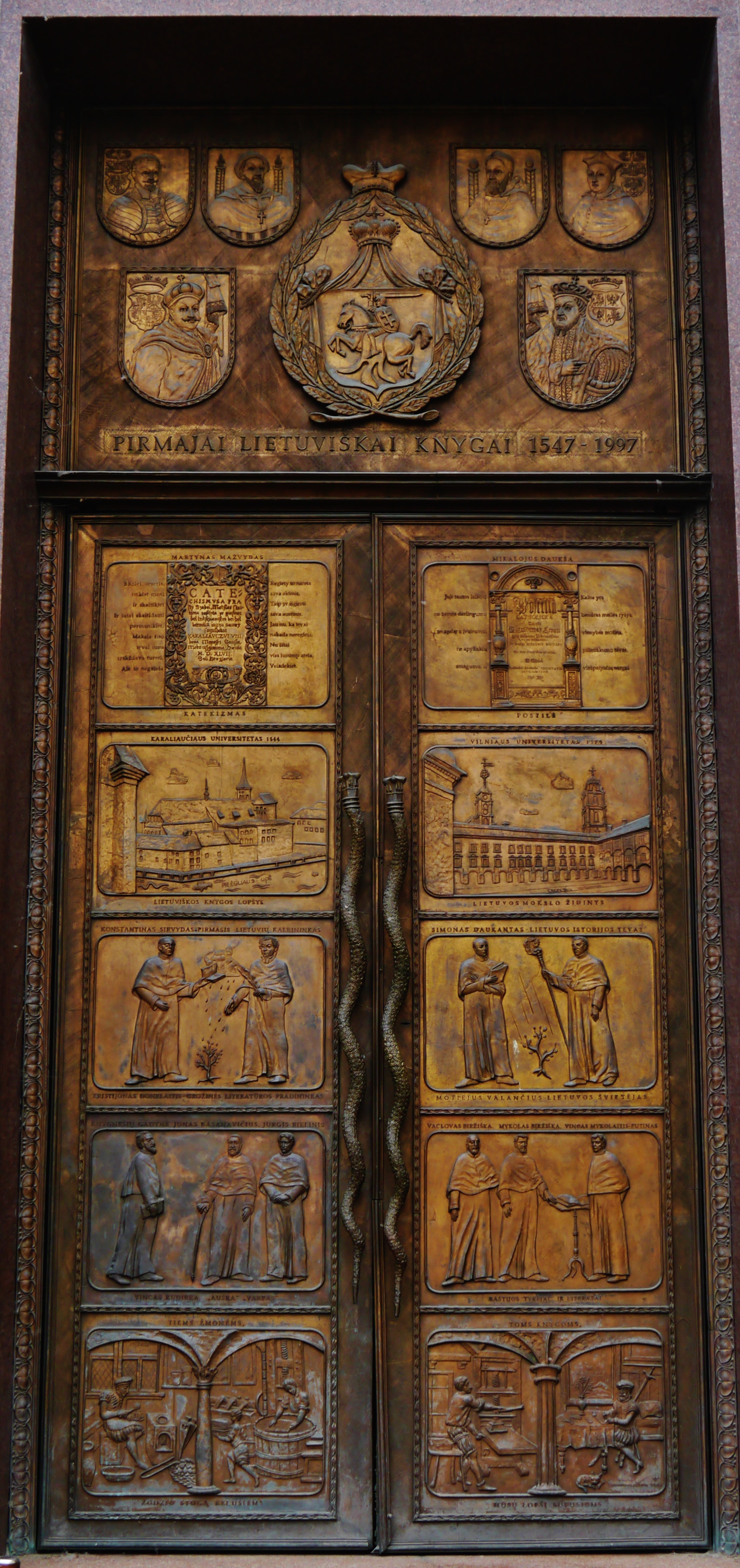
Mitra nad Pogonią na drzwiach kampusu Uniwersytetu Wileńskiego

## Upamiętnienie
- W Panu Tadeuszu Adama Mickiewicza „ostatnim królem, co nosił kołpak witoldowy” (alternatywna nazwa mitry wielkoksiążęcej) nazywany jest Zygmunt August[6].